# Henri Kontinen
Henri Kontinen, soprannominato Henkka (Helsinki, 19 giugno 1990), è un tennista finlandese inattivo dal 2021, ex numero 1 della classifica ATP di doppio.
È stato campione insieme a John Peers agli Australian Open 2017 e alle ATP Finals 2016 e 2017.

## Carriera

### Junior
Nel 2008 vince il torneo di doppio al Roland Garros assieme a Christopher Rungkat. Raggiunge inoltre la finale del singolare al Torneo di Wimbledon perdendo contro Grigor Dimitrov e la finale di doppio allo US Open 2008 sempre in coppia con Christopher Rungkat.

### Professionisti
Si dedica principalmente al torneo di doppio, avendo in singolare una statistica di 7 vittorie su 13 incontri.

#### 2014
Raggiunge le semifinali in doppio al torneo di Montpellier in coppia con Jarkko Nieminen perdendo da Marc Gicquel e Nicolas Mahut per 6-3, 6-2 e a Båstad in coppia con Tomasz Bednarek perdendo da Jérémy Chardy e Oliver Marach 7-5, 3-6, 11-9. Vince il suo primo titolo in coppia con Nieminen a Kitzbühel battendo Daniele Bracciali e Andrej Golubev per 6–1, 6-4 in una finale durata 58 minuti. Raggiunge la finale a Metz con Marin Draganja perdendo dalla coppia austriaca Mariusz Fyrstenberg e Marcin Matkowski per 6(3)–7, 6–3, [10–8]. Raggiunge un'altra finale, la prima in un torneo ATP World Tour 500 series, sempre in coppia con Draganja a Basilea perdendo da Vasek Pospisil e Nenad Zimonjić per 7–6(13), 1-6, [10-5] dopo non essere riuscito a convertire cinque set point nel tie-break del primo set.

#### 2015
L'8 febbraio sempre in coppia con Draganja vince il titolo al PBZ Zagreb Indoors 2015 senza perdere nemmeno un set durante tutta la settimana, sconfiggendo in finale Fabrice Martin e Purav Raja per 6-4, 6-4.
Il 22 febbraio la coppia estende la striscia di vittorie a otto conquistando il titolo a Marsiglia battendo in finale Colin Fleming e Jonathan Marray per 6-4, 3-6, [10-8].
Il 26 aprile conquista, sempre in coppia con Marin, il suo primo torneo 500 a Barcellona battendo in finale Jamie Murray e John Peers per 6–3, 6(6)–7, [11–9]: grazie a questo successo ottiene il suo miglior piazzamento in carriera nel ranking ATP, entrando per la prima volta tra i primi 30 al mondo
A luglio raggiunge la semifinale ad Umag perdendo dalla coppia Fyrstenberg-Gonzalez.
L'8 agosto in coppia con Robin Haase raggiunge la finale a Kitzbuhel perdendo da Nicolás Almagro e Carlos Berlocq per 5-7, 6-3, [11-9]. Nella parte finale della stagione conquista altri due titoli consecutivi, stavolta, in coppia con il filippino Treat Huey, prima a San Pietroburgo, poi a Kuala Lumpur. Da segnalare anche la buona stagione disputata in doppio misto: ha infatti raggiunto le semifinali al Roland Garros in coppia con la cinese Zheng Jie e i quarti agli US Open in coppia con la taiwanese Hsieh.

#### 2016 - Sette titoli in doppio e Wimbledon in misto
Inizia una fruttuosa collaborazione con John Peers, al loro primo torneo insieme infatti, conquistano il titolo a Brisbane. Dopo essere stati sconfitti al secondo turno agli Australian Open, raggiungdono le semifinali a Rotterdam, battendo nei quarti le teste di serie numero due composta da Ivan Dodig e il numero uno del mondo Marcelo Melo. La coppia subisce poi tre sconfitte consecutive a Dubai, Indian Wells e Miami.
Tornano alla vittoria durante la stagione su terra dove raggiungono i quarti di finale a Monte Carlo e vincono il titolo a Monaco di Baviera superando i colombiani Juan Sebastián Cabal e Robert Farah in tre set. Trovano poi i quarti a Madrid ma deludono a Roma e Parigi, sconfitti al primo e secondo turno rispettivamente. Iniziano la stagione su erba ad Halle raggiungendo la semifinale, a Wimbledon non vanno oltre i quarti sconfitti dai futuri campioni Pierre-Hugues Herbert e Nicolas Mahut. Conquistano poi il terzo titolo stagionale ad Amburgo, superando in due set Daniel Nestor e Aisam-ul-Haq Qureshi. La settimana successiva a Washington, non vanno oltre la semifinale fermati da Łukasz Kubot e Alexander Peya. Raggiungono poi i quarti a Toronto. Prima degli US Open, il finlandese, questa volta in coppia con Guillermo García López, conquista il quarto titolo stagionale avendo la meglio su Andre Begemann e Leander Paes per 4-6, 7–6(6), [10-8]. Torna a fare coppia con Peers, ma i due vengono sconfitti al secondo turno a New York. Partecipa al torneo di San Pietroburgo in coppia con Dominic Inglot, e riesce a difendere il titolo dell'anno precedente, superando ancora Begemann e Paes col punteggio di 4-6, 6-3, [12-10]. Raggiunge poi in coppia con Peers la finale a Shanghai, dove vengono sconfitti con un doppio 6-4 da John Isner e Jack Sock. Concludono la stagione poi con una striscia di dieci vittorie consecutive conquistando il Masters 1000 di Paris e le ATP Finals. Chiude l'anno al numero sette della classifica di specialità.
In doppio misto in coppia con Heather Watson, conquista il titolo a Wimbledon superando in finale Robert Farah e Anna-Lena Grönefeld col punteggio di 7–6(5), 6–4.

## Statistiche

### Doppio

#### Vittorie (24)
| Legenda              |
| Grande Slam (1)      |
| ATP Finals (2)       |
| ATP Masters 1000 (3) |
| ATP Tour 500 (6)     |
| ATP Tour 250 (12)    |

| N.  | Data              | Torneo                                      | Superficie  | Compagno               | Avversari in finale                 | Punteggio           |
| 1.  | 20 luglio 2014    | Bet-at-home Cup Kitzbühel, Kitzbühel        | Terra rossa | Jarkko Nieminen        | Daniele Bracciali Andrej Golubev    | 6–1, 6–4            |
| 2.  | 8 febbraio 2015   | PBZ Zagreb Indoors, Zagabria                | Cemento (i) | Marin Draganja         | Fabrice Martin Purav Raja           | 6–4, 6–4            |
| 3.  | 22 febbraio 2015  | Open 13, Marsiglia                          | Cemento (i) | Marin Draganja         | Colin Fleming Jonathan Marray       | 6–4, 3–6, [10–8]    |
| 4.  | 26 aprile 2015    | Barcelona Open Banc Sabadell, Barcellona    | Terra rossa | Marin Draganja         | Jamie Murray John Peers             | 6–3, 6(6)–7, [11–9] |
| 5.  | 27 settembre 2015 | St. Petersburg Open, San Pietroburgo (1)    | Cemento (i) | Treat Conrad Huey      | Julian Knowle Alexander Peya        | 7–5, 6–3            |
| 6.  | 4 ottobre 2015    | Malaysian Open, Kuala Lumpur                | Cemento (i) | Treat Conrad Huey      | Raven Klaasen Rajeev Ram            | 7–6(4), 6–2         |
| 7.  | 10 gennaio 2016   | Brisbane International, Brisbane (1)        | Cemento (i) | John Peers             | James Duckworth Chris Guccione      | 7–6(4), 6–1         |
| 8.  | 1º maggio 2016    | BMW Open, Monaco di Baviera                 | Terra rossa | John Peers             | Juan Sebastián Cabal Robert Farah   | 6–3, 3–6, [10–7]    |
| 9.  | 17 luglio 2016    | International German Open, Amburgo          | Terra rossa | John Peers             | Daniel Nestor Aisam-ul-Haq Qureshi  | 7–5, 6–3            |
| 10. | 27 agosto 2016    | Winston-Salem Open, Winston-Salem           | Cemento     | Guillermo García López | Andre Begemann Leander Paes         | 4–6, 7–6(6), [10–8] |
| 11. | 25 settembre 2016 | St. Petersburg Open, San Pietroburgo (2)    | Cemento (i) | Dominic Inglot         | Andre Begemann Leander Paes         | 4–6, 6–3, [12–10]   |
| 12. | 6 novembre 2016   | BNP Paribas Masters, Parigi                 | Cemento (i) | John Peers             | Pierre-Hugues Herbert Nicolas Mahut | 6–4, 3–6, [10–6]    |
| 13. | 20 novembre 2016  | ATP World Tour Finals, Londra (1)           | Cemento (i) | John Peers             | Raven Klaasen Rajeev Ram            | 2–6, 6–1, [10–8]    |
| 14. | 28 gennaio 2017   | Australian Open, Melbourne                  | Cemento     | John Peers             | Bob Bryan Mike Bryan                | 7–5, 7–5            |
| 15. | 6 agosto 2017     | Citi Open, Washington                       | Cemento     | John Peers             | Łukasz Kubot Marcelo Melo           | 7–6(5), 6–4         |
| 16. | 8 ottobre 2017    | China Open, Pechino                         | Cemento     | John Peers             | John Isner Jack Sock                | 6–3, 3–6, [10–7]    |
| 17. | 15 ottobre 2017   | Shanghai Masters, Shanghai                  | Cemento     | John Peers             | Łukasz Kubot Marcelo Melo           | 6–4, 6–2            |
| 18. | 19 novembre 2017  | ATP Finals, Londra (2)                      | Cemento (i) | John Peers             | Łukasz Kubot Marcelo Melo           | 6–4, 6–2            |
| 19. | 7 gennaio 2018    | Brisbane International, Brisbane (2)        | Cemento     | John Peers             | Leonardo Mayer Horacio Zeballos     | 3–6, 6–3, [10–2]    |
| 20. | 24 giugno 2018    | Queen's Club Championships, Londra          | Erba        | John Peers             | Jamie Murray Bruno Soares           | 6–4, 6–3            |
| 21. | 12 agosto 2018    | Rogers Cup, Toronto                         | Cemento     | John Peers             | Raven Klaasen Michael Venus         | 6–2, 6(7)–7, [10–6] |
| 22. | 17 febbraio 2019  | ABN AMRO World Tennis Tournament, Rotterdam | Cemento (i) | Jérémy Chardy          | Jean-Julien Rojer Horia Tecău       | 7–6(5), 7–6(4)      |
| 23. | 20 ottobre 2019   | Stockholm Open, Stoccolma                   | Cemento (i) | Édouard Roger-Vasselin | Mate Pavić Bruno Soares             | 6–4, 6–2            |
| 24. | 28 febbraio 2021  | Open Sud de France, Montpellier             | Cemento (i) | Édouard Roger-Vasselin | Jonathan Erlich Andrėj Vasileŭski   | 6–2, 7–5            |

#### Finali perse (6)
| Legenda                   |
| Grande Slam (1)           |
| ATP World Tour Finals (0) |
| ATP Masters 1000 (1)      |
| ATP World Tour 500 (2)    |
| ATP World Tour 250 (2)    |

| N. | Data              | Torneo                                      | Superficie  | Compagno           | Avversari in finale                  | Punteggio            |
| 1. | 21 settembre 2014 | Moselle Open, Metz                          | Cemento (i) | Marin Draganja     | Mariusz Fyrstenberg Marcin Matkowski | 7–6(3), 3–6, [8–10]  |
| 2. | 26 ottobre 2014   | Swiss Indoors, Basilea                      | Cemento (i) | Marin Draganja     | Nenad Zimonjić Vasek Pospisil        | 6(13)–7, 6–1, [5–10] |
| 3. | 8 agosto 2015     | Bet-at-home Cup Kitzbühel, Kitzbühel        | Terra rossa | Robin Haase        | Nicolás Almagro Carlos Berlocq       | 7–5, 3–6, [9–11]     |
| 4. | 16 ottobre 2016   | Shanghai Rolex Masters, Shanghai            | Cemento     | John Peers         | John Isner Jack Sock                 | 4–6, 4–6             |
| 5. | 27 gennaio 2019   | Australian Open, Melbourne                  | Cemento     | John Peers         | Pierre-Hugues Herbert Nicolas Mahut  | 2–6, 6(1)–7          |
| 6. | 16 febbraio 2020  | ABN AMRO World Tennis Tournament, Rotterdam | Cemento (i) | Jan-Lennard Struff | Pierre-Hugues Herbert Nicolas Mahut  | 6(5)–7, 6–4, [7–10]  |

### Doppio misto

#### Vittorie (1)
| Tornei del Grande Slam  |
| ----------------------- |
| Australian Open (0)     |
| Open di Francia (0)     |
| Torneo di Wimbledon (1) |
| US Open (0)             |

| N. | Data           | Torneo                      | Superficie | Compagna       | Avversari in finale              | Punteggio   |
| 1. | 10 luglio 2016 | Torneo di Wimbledon, Londra | Erba       | Heather Watson | Robert Farah Anna-Lena Grönefeld | 7–6(5), 6–4 |

#### Finali perse (1)
| Tornei del Grande Slam  |
| ----------------------- |
| Australian Open (0)     |
| Open di Francia (0)     |
| Torneo di Wimbledon (1) |
| US Open (0)             |

| N. | Data           | Torneo                      | Superficie | Compagna       | Avversari in finale         | Punteggio |
| 1. | 16 luglio 2017 | Torneo di Wimbledon, Londra | Erba       | Heather Watson | Jamie Murray Martina Hingis | 4–6, 4–6  |

## Risultati in progressione
| Sigla | Risultato               |
| ----- | ----------------------- |
| V     | Vincitore               |
| F     | Finalista               |
| SF    | Semifinalista           |
| O     | Oro olimpico            |
| A     | Argento olimpico        |
| SF    | Bronzo olimpico         |
| QF    | Quarti di Finale        |
| 4T    | Quarto turno            |
| 3T    | Terzo turno             |
| 2T    | Secondo turno           |
| 1T    | Primo turno             |
| RR    | Round Robin             |
| LQ    | Turno di qualificazione |
| A     | Assente                 |
| ND    | Non disputato           |

| Legenda superfici    |
| -------------------- |
| Cemento              |
| Terra battuta        |
| Erba                 |
| Superficie variabile |

### Doppio
| Tornei Grande Slam         |               |               |     |               |               |               |               |     |       |
| Australian Open, Melbourne | A             | 1T            | 2T  | V             | 2T            | F             | QF            | 1T  | 16–6  |
| Roland Garros, Parigi      | 2T            | 2T            | 2T  | 1T            | QF            | 3T            | 1T            |     | 8–7   |
| Wimbledon, Londra          | 1T            | 1T            | QF  | SF            | 1T            | QF            | ND            |     | 10–6  |
| US Open, New York          | 1T            | 1T            | 2T  | SF            | 2T            | 2T            | A             |     | 7–6   |
| Vittorie–Sconfitte         | 1–3           | 1–4           | 6–4 | 14–3          | 5–4           | 11–4          | 3–2           | 0–1 | 41–25 |
| Torneo di Fine Anno        |               |               |     |               |               |               |               |     |       |
| ATP Finals, Londra         | A             | A             | V   | V             | RR            | A             | A             | A   | 9–2   |
| Vittorie–Sconfitte         | 0–0           | 0–0           | 5–0 | 4–1           | 0–1           | 0–0           | 0–0           | 0–0 | 9–2   |
| Giochi Olimpici            |               |               |     |               |               |               |               |     |       |
| Giochi Olimpici            | Non disputati | Non disputati | A   | Non disputati | Non disputati | Non disputati | Non disputati | A   | 0–0   |
| Vittorie–Sconfitte         | Non disputati | Non disputati | 0–0 | Non disputati | Non disputati | Non disputati | Non disputati | 0–0 | 0–0   |
| Statistiche Carriera       |               |               |     |               |               |               |               |     |       |
| Finali ATP World Tour      | 3             | 6             | 8   | 5             | 3             | 3             | 1             | 1   | 30    |
| Tornei vinti               | 1             | 5             | 7   | 5             | 3             | 2             | 0             | 1   | 24    |
| Ranking di fine anno       | 46            | 31            | 7   | 3             | 27            | 17            | 31            | 32  | N/A   |

### Doppio misto
| Tornei Grande Slam         |               |               |     |               |               |               |               |     |       |
| Australian Open, Melbourne | A             | A             | A   | A             | 2T            | A             | SF            | 1T  | 4–3   |
| Open di Francia, Parigi    | A             | SF            | 2T  | A             | 2T            | A             | ND            |     | 5–3   |
| Wimbledon, Londra          | 1T            | 2T            | V   | F             | 3T            | 2T            | ND            |     | 13–5  |
| US Open, New York          | A             | QF            | 1T  | 1T            | 1T            | QF            | ND            |     | 4–5   |
| Vittorie–Sconfitte         | 0–1           | 5–3           | 7–2 | 5–2           | 3–4           | 3–2           | 3–1           | 0–1 | 26–16 |
| Giochi Olimpici            |               |               |     |               |               |               |               |     |       |
| Giochi Olimpici            | Non disputati | Non disputati | A   | Non disputati | Non disputati | Non disputati | Non disputati | A   | 0–0   |
| Vittorie–Sconfitte         | Non disputati | Non disputati | 0–0 | Non disputati | Non disputati | Non disputati | Non disputati | 0–0 | 0–0   |